# Mike Hanke (boxeador)
Mike Hanke es un deportista alemán que compitió en boxeo. Ganó una medalla de plata en el Campeonato Mundial de Boxeo Aficionado de 1997, en el peso pesado.

## Palmarés internacional
| Campeonato Mundial | Campeonato Mundial | Campeonato Mundial | Campeonato Mundial |
| Año                | Lugar              | Medalla            | Categoría          |
| ------------------ | ------------------ | ------------------ | ------------------ |
| 1997               | Budapest (Hungría) | Medalla de plata   | 91 kg              |